# Canaveral
Canaveral (ang. Cape Canaveral, w latach 1963–1973 Przylądek Kennedy’ego, ang. Cape Kennedy) – przylądek znajdujący się na południowo-wschodnim wybrzeżu Stanów Zjednoczonych, we wschodniej części półwyspu Floryda. Znajduje się tu Centrum Kosmiczne Johna F. Kennedy’ego oraz Stacja Sił Powietrznych Cape Canaveral.